# سفر دراز روز در شب (فیلم ۲۰۲۵)
سفر دراز روز در شب (به انگلیسی: Long Day's Journey Into Night) یک فیلم درام محصول سال ۲۰۲۵ به نویسندگی دیوید لیندسی-آبیر، کارگردانی جاناتان کنت با بازی جسیکا لنگ، اد هریس، بن فاستر و کالین مورگان است. این فیلم اولین تجربه کارگردانی کنت است و بر اساس نمایشنامه‌ای به همین نام از یوجین اونیل ساخته شده است.
این فیلم برای اولین بار در جشنواره فیلم دوبلین در ۲۷ فوریه ۲۰۲۵ به نمایش درآمد.

## داستان
در طول یک روز، یک زوج متأهل، مری و جیمز تایرون، و دو پسرشان، جیمی و ادموند، با اعتیاد مری به مورفین دست و پنجه نرم می‌کنند و در مجموعه‌ای از تبادلات احساسی پرتنش و بی‌ثبات، گذشتهٔ یکدیگر را مورد بررسی قرار می‌دهند.

## تولید
فیلمبرداری در سپتامبر ۲۰۲۲ در ایرلند آغاز شد. فیلمبرداری به‌طور خاص در شهرستان ویکلو انجام شد. در نوامبر ۲۰۲۲، اعلام شد که فیلمبرداری به پایان رسیده و مترو گلدوین مایر حق فروش را به دست آورده است. جسیکا لنگ در مصاحبه‌ای در ماه مه ۲۰۲۴ با مجله پیپل تأیید کرد که فیلم «بالاخره تمام شد».

## بازخوردها
- راس مک‌ایندو از مجله اسلنت مگزین به فیلم سه ستاره از چهار ستاره داد.[۶]
- نیکی باگان از اسکرین اینترنشنال نقد مثبتی به فیلم ارائه داد و نوشت: «بازیگران و محتوای فیلم به تنهایی برای جذب مخاطبان مرفه کافی هستند، اما این فیلم به خودی خود یک اقتباس قوی است.»[۷]